# دونالد مالكوم
دونالد مالكوم (بالإنجليزية: Donald Malcolm)‏ هو كاتب خيال علمي بريطاني، ولد في 1930 في اسكتلندا في المملكة المتحدة، وتوفي في 2013 في بيزلي في المملكة المتحدة.